# Koning der Doden
De Koning der Doden is een naamloze koning uit het epos In de Ban van de Ring van J.R.R. Tolkien.
Deze koning, die ook wel bekend is als de Naamloze Koning, is de heerser van de Eedschenners, de mensen uit de Witte Bergen die hun eed aan Isildur, om hem te helpen in zijn strijd tegen Sauron, gebroken hadden. Voor deze misdaad werd dit volk samen met zijn koning gedoemd om de Paden der Doden, die van Dunharg in Rohan naar Morthlond in Gondor lopen en te bewaken tot ze hun eed alsnog gestand zouden doen.
Volgens een oude voorspelling, gedaan in de oude hoofdstad van Arnor, Fornost, zou de erfgenaam van Isildur, Aragorn, hen bevrijden van hun vloek en hen eeuwige rust geven. Nadat zij, onder aanvoering van Aragorn, bijgedragen hadden aan de bevrijding van Gondor, bevrijdde de erfgenaam van Isuldur hen van hun vloek.